# Butlers Strumpfbandnatter
Butlers Strumpfbandnatter (Thamnophis butleri) gehört mit durchschnittlich 65 cm Länge zu den kleinsten Vertretern der Gattung Strumpfbandnatter (Thamnophis). Ihr Verbreitungsgebiet  liegt im Norden der USA.

## Beschreibung
Die Größe von Butlers Strumpfbandnatter liegt zwischen 50 und 74 cm, wobei die Weibchen deutlich größer werden als die Männchen. Die Grundfärbung variiert von Oliv über Braun bis hin zu Schwarz mit einem gelben Rückenstreifen, häufig sind schwarze Punkte über den Rücken verteilt. Die Seitenstreifen sind orange bis gelb. Die Kopfoberseite ist einheitlich Schwarz. Die Farbe der Iris reicht von Beige bis Braun.

## Verbreitung und Lebensraum
Das Verbreitungsgebiet von Butlers Strumpfbandnatter liegt bei den Großen Seen in den USA. Hier kommt sie im Südwesten Ontarios, im Osten Michigans, im Osten Indianas und im Westen Ohios vor. Im Südosten von Wisconsin sollen einzelne isolierte Populationen existieren. Butlers Strumpfbandnatter besiedelt vor allen Dingen wasserreiche Gebiete wie Sümpfe und Feuchtwiesen oder lebt in der Nähe von Wasserläufen.

## Lebensweise
Butlers Strumpfbandnatter ist vorwiegend dämmerungsaktiv und versteckt sich tagsüber unter Laub, Gehölzen oder Büschen. Die Hauptnahrung sind kleinere Amphibien, Fische und Regenwürmer. Es wird eine Winterruhe von 4 bis 5 Monaten gehalten, nach deren Abschluss dann zwischen Ende März und Anfang April die Paarung stattfindet. Nach 2 ½ bis 3 Monaten werden die vollständig entwickelten Jungtiere geboren.